# Baerami Creek
Baerami Creek är ett vattendrag i Australien. Det ligger i delstaten New South Wales, i den sydöstra delen av landet, omkring 180 kilometer nordväst om delstatshuvudstaden Sydney.
I omgivningarna runt Baerami Creek växer huvudsakligen savannskog. Runt Baerami Creek är det mycket glesbefolkat, med 5 invånare per kvadratkilometer. Genomsnittlig årsnederbörd är 939 millimeter. Den regnigaste månaden är februari, med i genomsnitt 184 mm nederbörd, och den torraste är oktober, med 22 mm nederbörd.